# Alcohol 120%
Alcohol 120% är ett brännarprogram och skivavbildsemulator från Alcohol Soft.

## Filtyper som stöds
Dessa format stöds för att läsa skivavbilder i Alcohol 120%:
- .mds/.mdf, Media Descriptor Skivavbildsfil, (standard)
- .ccd/.img/.sub, CloneCD Skivavbildsfil
- .cue/.bin, CDRWIN Skivavbildsfil
- .iso, Standard ISO Skivavbildsfil
- .bwt/.bwi/.bws, Blindread Skivavbildsfil
- .cdi, DiscJuggler Skivavbildsfil
- .nrg, Nero Burning ROM Skivavbildsfil
- .pdi, Instant CD/DVD Skivavbildsfil
- .b5t/.b5i, Blindwrite V5/V6 Skivavbildsfil (även .b6t/.b6i)
- .isz, UltraISO Skivavbildsfil

Dessa format stöds av funktionen för att skapa skivavbild:
- .mds/.mdf, Media Descriptor Skivavbildsfil, (standard)
  - När man gör skivavbilder av DVD-skivor, stöder Alcohol 120% endast formatet .mdf/.mds.
- .ccd/.img/.sub, CloneCD Skivavbildsfil
- .cue/.bin, CDRWIN Skivavbildsfil
- .iso, Standard ISO Skivavbildsfil

## Kopieringsskydd
Alcohol 120%s funktion för att skapa skivavbilder kan kringgå ett antal kopieringsskydd, såsom SafeDisc, SecuROM och Data Position Measurement (DPM). Den kan också skapa avbilder från PlayStation och PlayStation 2 filsystem. Vissa kopieringsskydd kräver att brännaren har kapabel hårdvara för att kringgå kopieringsskyddet.
Programmet säkerhetskopierar inte DVD-titlar krypterade med Content Scramble System. Alcohol Soft valde att utesluta den funktionen på grund av lagar.
Vissa mjukvarutillverkare använder sig av blacklistor för att hindra Alcohol 120% från att kopiera mjukvaran. Det finns dock tredjepartsverktyg tillgängliga för att kringgå detta, exempelvis Anti-blaxx och CureROM.

## Alcohol 52%
Alcohol 52% är en lättare variant av Alcohol 120% utan bränningsfunktionen. Den kan fortfarande skapa avbildsfiler, och läsa dessa i upp till 6 stycken virtuella enheter. Det finns två versioner av Alcohol 52%, gratis och 30-dagars demo. Gratisversionen innehåller annonsprogram med ett verktygsfält.

## Alcohol 68%
Alcohol 68% var en påtänkt version av Alcohol 120% som endast innehöll en skivbränningsfunktion och ingen funktion för läsning av avbilder. Programmet blev inte populärt och försvann kort därpå.

## Prisbelöningar
- European ShareWare Conference 2006 Epsilon Award [1]

## Relaterade filformat
- BIN/CUE
- BWT, BWI, BWS, BWA
- CCD
- CSO (.cso)
- DAA (.daa)
- MDF/MDS (.mdf)
- NRG (.nrg)
- DMG (.dmg)
- UIF (.uif)
- IMA (.ima)
- IMG (.img)
- DK (.dk)
- WIM (.wim)
- ISO-avbild